# 32 in 1
32 in 1 – kompilacja gier wydana przez Atari w 1988 roku, zawierająca już istniejące 32 gry sprzedawane parę lat temu na Atari 2600. Kartridż zawiera wiele tytułów reprezentujących różne gatunki m.in. sport, logiczne, platformówki, wyścigi, wieloosobowe. Od momentu premiery była dodawana do najnowszego modelu konsoli - 2600 Jr., jako podstawowy kartridż. Ze względu na problemy prawne pomiędzy niektórymi producentami, część gier to hacki istniejących tytułów np. Freeway Rabbit to Freeway od Activision.

## Gry[3][4]
1. UFO (hack Space Jockey)

2. Human Cannonball

3. Fun with Numbers

4. 3D Tic-Tac-Toe

5. Flag Capture

6. Reversi (hack Othello)

7. Golf

8. Surround

9. Checkers

10. Blackjack

11. Freeway Rabbit (hack Freeway)

12. Miniature Golf

13. NFL Football

14. Slot Racers

15. Fishing (hack Fishing Derby)

16. Space War

17. Boxing

18. Air-Sea Battle

19. Freeway Chicken (hack Freeway)

20. Tennis

21. Combat

22. Slot Machine

23. Skiing

24. Stampede

25. Outlaw

26. Fishing Derby

27. Sky Diver

28. Laser Blast

29. Basketball

30. Ant Party (hack Cosmic Swarm)

31. Bowling

32. Home Run